# Programmation du festival Solidays
Cette page détaille la programmation artistique du festival Solidays.

## Années 1990

### Édition 1999:La solidarité ça se fête
Le festival a eu lieu les 10 et 11 juillet 1999.
- Robbie Williams, Iggy Pop, The Corrs, Faudel, Cheb Mami, Papa Wemba, Femi Kuti, Youssou N'Dour[1]
- Jean-Jacques Goldman[2]
- Steel Pulse, K's Choice, MC Solaar, Zazie, Peter Gabriel, etc.

## Années 2000

### Édition 2000
Le festival a eu lieu les 8 et 9 juillet 2000.
M, Sinsemilia, Louise Attaque, Les négresses vertes, Paris Combo, Keziah Jones, Muse, etc.

### Édition 2001:Pour une jeunesse plus solidaire
Le festival a eu lieu les 7 et 8 juillet 2001.
- Samedi 7 juillet : Rachid Taha, Iggy Pop, La Tordue, Faudel.
- Dimanche 8 juillet : Kool & The Gang, George Clinton, Maceo Parker, Michel Jonasz, The Divine Comedy.

Et aussi La Ruda Salska, Matmatah, FFF, Ceux qui marchent debout, Sergent Garcia, Sinsemilia, etc.

### Édition 2002:Plus de bruit contre le sida
Le festival a eu lieu les 6 et 7 juillet 2002.
- Samedi 6 juillet : Starsailor, Saïan Supa Crew, Sinclair, Les Rita Mitsouko, Big Mama, Hawksley Workman, Patrice, No Doubt, UB40, Sanseverino, Dolly, Dionysos, Llorca.
- Dimanche 7 juillet : Tiken Jah Fakoly, La Ruda Salska, Garbage, MC Solaar, K2R Riddim, Marcel et son orchestre, Cheb Mami, Ska-P, Bénabar, Tarmac, Yann Tiersen.

### Édition 2003:Des jeunes en colère
- Samedi 5 juillet : Indochine, Jean-Louis Aubert, Earth, Wind and Fire, Ska-P, Mickey 3D, Les Wampas, Nada Surf, The Music, Les Wriggles, The Roots, La Tordue, Superbus, Bob Sinclar
- Dimanche 6 juillet : The Skatalites, Laurent Voulzy, Michel Jonasz, Kool & The Gang, Dionysos, The Gladiators, Toots and the Maytals, Souad Massi, Death in Vegas, Aston Villa

### Édition 2004:Festival porteur d'espoir
Première année où le festival se déroule en trois jours. Avec Antoine de Caunes et -M-, le public de 50 000 personnes s'est allongé dans la boue (Die-In) pour prouver sa solidarité envers les personnes atteintes du sida.
- Vendredi 9 juillet : No One Is Innocent, Corneille, Patrice, La Ruda, Babylon Circus, N&SK, Enhancer, Alain Bashung, Marcel et son orchestre, Tété, Pleymo, Alpha Blondy.
- Samedi 10 juillet : Sergent Garcia, Luke, Sinclair, AS Dragon, David Guetta, La Grande Sophie, Cali, -M-, Cesária Évora, Dolly, Les Cowboys Fringants, Joachim Garraud, DJ Ralph, Sanseverino, Les Hurlements de Léo, Bikini Machine
- Dimanche 11 juillet : Max Roméo, Keziah Jones, Jah Mason, Bénabar, Junior Kelly, IAM, Têtes Raides, The Servant, Java, Thomas Fersen, Sinsemilia, Fabulous Trobadors.

### Édition 2005:Le plein d'énergie solidaire
- Vendredi 8 juillet : Patti Smith, Starsailor, Mickey 3D, Ghinzu, Arno, Sinsemilia, Hollywood Porn Stars, Jeanne Cherhal, Déportivo, Morgan Heritage, Kent, Jamait...
- Samedi 9 juillet : Garbage, Têtes Raides, The Servant, Luke, Saez, Le Peuple de l'Herbe, La Rue Kétanou, Les Ogres de Barback, Juliette, Alexis HK, Aldebert, Mass Hysteria, AqME, AS Dragon, Bumcello...
- Dimanche 10 juillet : Tiken Jah Fakoly, Vincent Delerm, Camille, Kool Shen, Steel Pulse, Black Uhuru feat. Michael Rose, Matmatah, Prohom, Gomm, Ridan, Mouss et Hakim, Debout sur le zinc...

### Édition 2006:Plus de bruit contre le sida

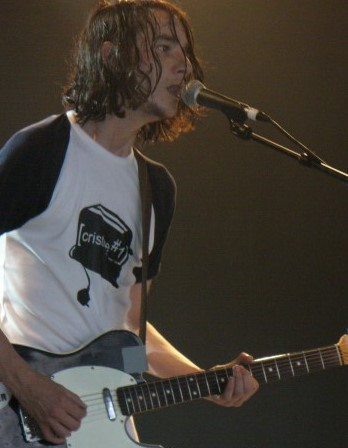
Kill the Young en 2006.

- Vendredi 7 juillet : Louise Attaque, Hubert-Félix Thiéfaine, dEUS, Psy 4 de la rime (remplaçants des Cowboys Fringants), Asian Dub Foundation, Jean-Louis Aubert, Laurent Garnier et Bugge Wesseltoft, Keane, Kill the Young, Joseph d'Anvers, The Zutons, We Are Scientists, Astonvilla, Olivia Ruiz, Mehdi Haddab et Speed Caravan, Sam Thsabalala et Sabeka
- Samedi 8 juillet : Dionysos, Têtes Raides, Thomas Fersen, Anaïs, Archive, The Dandy Warhols, Seeed, Saïan Supa Crew, La Ruda, Louis Bertignac, La Grande Sophie, Anis, Infadels, Asyl, Cali, Sunshiners, Alune, Tom Diakité (nl), Garland Jeffreys, DJ Zebra, DJ Abdel, Alberkam et Kristofo
- Dimanche 9 juillet : Bénabar, Maceo Parker, Tryo, El presidente, les Motivés, Toots and the Maytals, Sergent Garcia, Katerine, Diam's, Raphael, Hushpuppies, Da Silva, Dub Incorporation, High Tone, Kady Diarra, Waflash, Asta Frican's, Umkuru, Anaïs Kaël, les Wampas, Chkrrr et Jean Racine, diffusion du match Italie-France.

### Édition 2007:Festival porteur d'espoir

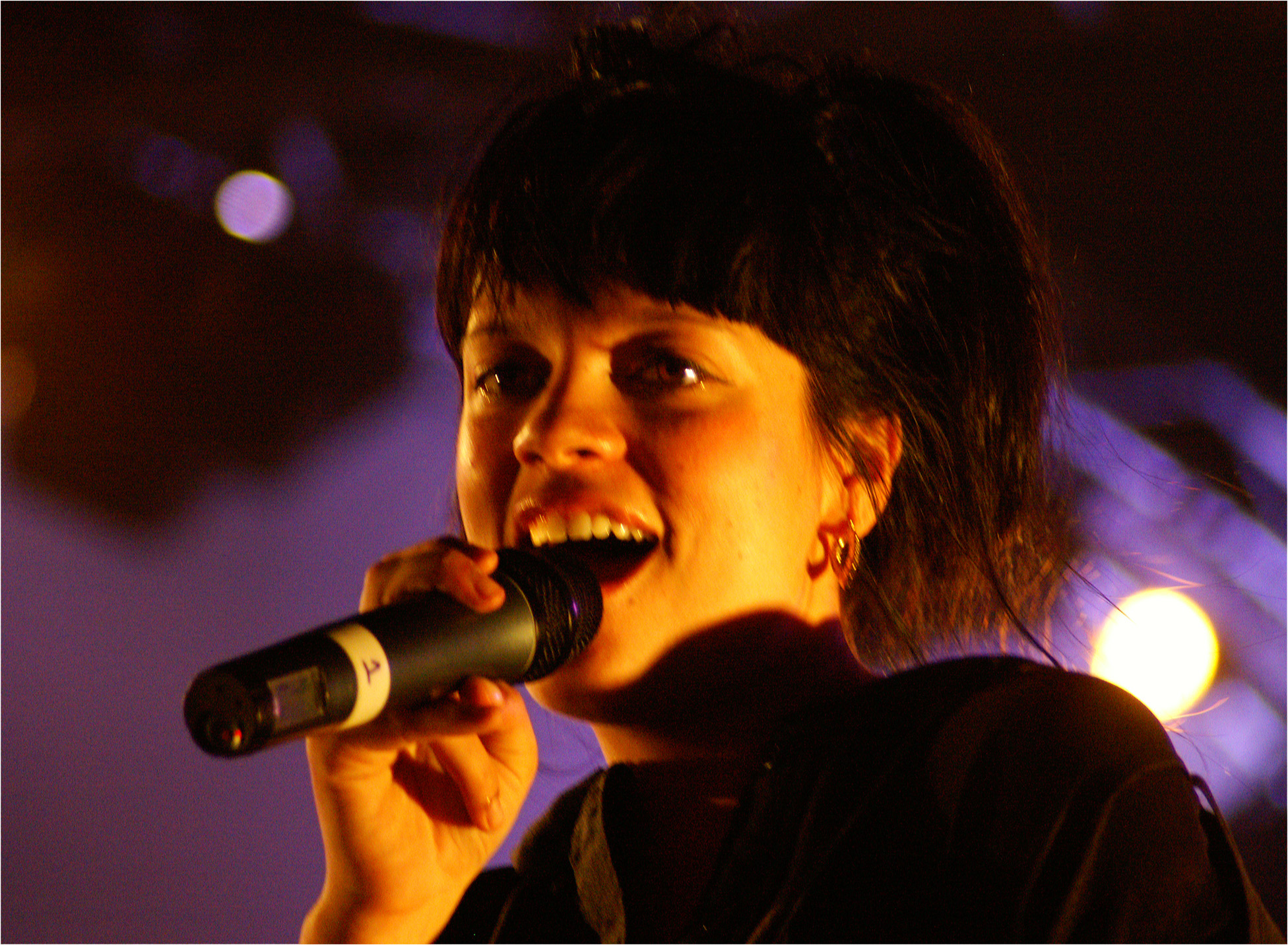
Lily Allen en 2007.

La programmation est annoncée le 26 avril (manque alors quatre noms), sur quatre scènes différentes (Paris, Bagatelle, Phénix et Domino) prévues pour accueillir les artistes :
- Vendredi 6 juillet : Lauryn Hill, Garland Jeffreys, Kaiser Chiefs, Joey Starr, Fatals Picards, Editors, Paolo Nutini, Marcel et son orchestre, Eiffel, No One Is Innocent, Mademoiselle K, The Sunshine Underground, Minivan, MØN, John Merrick Experiment.
- Samedi 7 juillet : Sum 41, FFF (reformation), Le Peuple de l'herbe, !!! (Chk, Chk, Chk), Lily Allen, Sean Lennon, Superbus, Sinclair, Renan Luce, Stuck in the Sound, Ministère des Affaires Populaires, Samarabalouf, Tokyo Ska Paradise Orchestra, Zenzile, Nelson, Mehdi Haddab et Speed Caravan.
- Dimanche 8 juillet : Diam's, Abd al Malik, Ayọ, Grand Corps Malade, Trust, Les Motivés, Gentleman and the far east band, Adrienne Pauly, Oxmo Puccino and the Jazzbastards, Magic Numbers, The Skatalites, Kaolin, Karpatt, Les Blérots de R.A.V.E.L, Mass Hysteria.

### Édition 2008:Entre rock chic et électro choc
Le festival a lieu du 4 au 6 juillet. Une cinquième scène est installée et des nuits electro ont lieu les vendredi et samedi soirs. Les artistes présents sont :

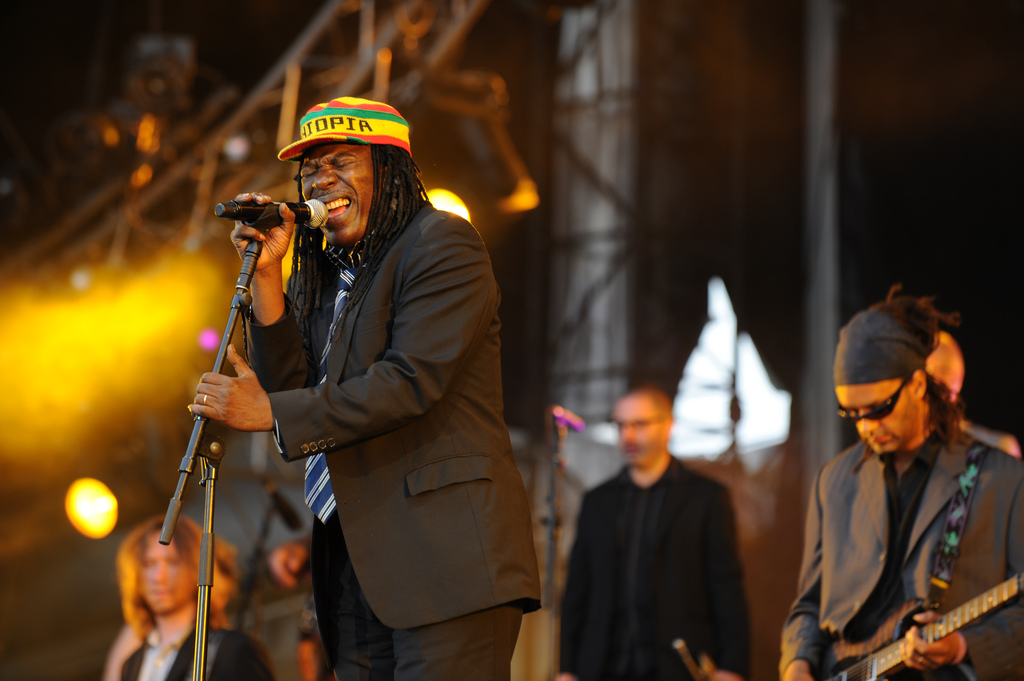
Alpha Blondy.

- Vendredi 4 juillet : Deportivo, Têtes Raides, Vampire Weekend, Alpha Blondy, Dub Incorporation, The Hoosiers, Girls in Hawaii, Xavier Rudd, Micky Green, Patrice, Jim Murple Memorial, Cocoon, Rose, Nneka, Moriarty, Cocosuma, Empyr, The Dodoz, Nuit électro Ed Banger et Friends Arena avec Laurent Garnier, Vitalic, Agoria, Midnight Juggernauts, Busy P, DJ Mehdi, Para One dans le cadre d’une nuit électro.
- Samedi 5 juillet : Concert des 10 ans (avec NTM, Renan Luce, DJ Zebra, La Grande Sophie, Jeanne Cherhal, Jean-Louis Aubert, Louis Bertignac, MC Solaar, Raphael, Aṣa, Tété, Thomas Dutronc, Didier Wampas, Yael Naim, C2C, Hocus Pocus), MC Solaar, Grand Corps Malade, Yael Naim, Cali, The Subways, Hocus Pocus, Asian Dub Foundation, AaRON, Samarabalouf, Thomas Dutronc, Beat Assailant, Bumcello, Kery James, Dub Pistols Live, Fanga, DeVotchKa, Nuit électro avec Etienne de Crécy live, Brodinski, Jennifer Cardini, Beat Torrent, Missill, Chinese Man, DJ Soulist, les artistes du Métro.
- Dimanche 6 juillet : IAM, The Gossip, Foals, Cowboys Fringants, La Caravane Passe, Java, Toots and the Maytals, Yelle, Psy 4 de la Rime, Sharko, Orchestre national de Barbès, La Chanson du Dimanche, Rhesus, Richie Havens, The Ting Tings.

### Édition 2009:Zone érogène de solidarité
- Vendredi 26 juin : NTM, The Dø, Debout sur le Zinc, Groundation, Hockey, Hugh Coltman, Moonraisers, Neïmo, Poni Hoax, Sinsemilia, Sporto Kantes, Stuck in the Sound, Tony Allen, Yodelice, Pupajim, Nuit électro avec Digitalism, South Central, Yuksek, Dirtyphonics
- Samedi 27 juin : Amadou et Mariam, The Virgins, Anthony Joseph and the Spasm Band, Beardyman, Stephanie McKay, Surkin, Beat Assailant, Bénabar, Friendly Fires, Keziah Jones, La Casa, La Grande Sophie, The Ting Tings, La Phaze, Late of the Pier (annulé), Les Blérots de R.A.V.E.L., Sefyu, Lexicon, Sebastian Sturm, Autokratz, Miss Platnum, Yodelice, Buraka Som Sistema, Surkin, DJ Zebra.
- Dimanche 28 juin : Manu Chao, Les Wampas, Alborosie and the Sheng Yeng Clan, Caravan Palace, Che Sudaka, Emir Kusturica and The No Smoking Orchestra, John et Jehn, Naïve New Beaters, Puppetmastaz, Izia, Mouss et Hakim – Les 10 ans, Pep’s, Ayọ

## Années 2010

### Édition 2010:Festival In Vivo

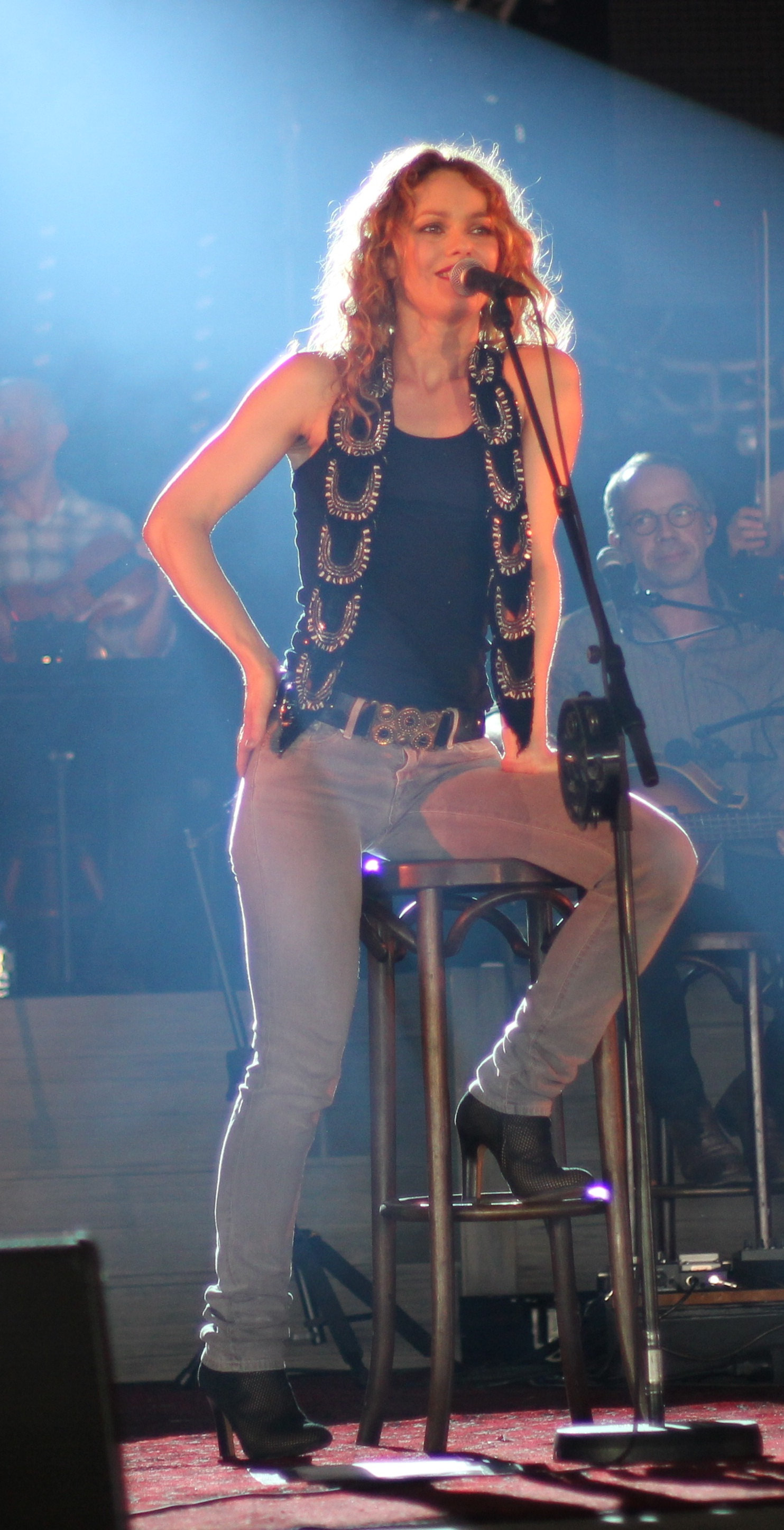
Vanessa Paradis en 2010.

Le festival se déroule du 25 au 27 juin. Les festivaliers ont pu voir les groupes suivants :
- Vendredi 25 juin : Wax Tailor, Archive, Congopunq, Kasabian, Olivia Ruiz, Ghinzu, General Elektriks, Trojan Sound System, Winston McAnuff, N.E.R.D, Féfé, Hocus Pocus, Crookers, Staff Benda Bilili, Revolver, Les musiciens du métro, Beat Torrent, Curry et Coco, Nasser, Audrey Lavergne, Blood Red Shoes, Smod, Phoebe Killdeer, Elisa do Brasil
- Samedi 26 juin : Rodrigo y Gabriela, Diam’s, Jacques Higelin, Miss Kittin, Toots and the Maytals, Babylon Circus, Hindi Zahra, BB Brunes, Mondkopf, Skip the Use, The Inspector Cluzo, Oldelaf, Bost et Bim, Jil Is Lucky, Vanessa Paradis, Carmen Maria Vega, Fanga, Tumi and the Volume, Jamie Lidell, Chinese Man, Bang Band Eche, Yvan Le Bolloc’h, Scratch Bandits Crew, Meï Teï Shô, Missill, Jamaica, Wolfmother (annulé)
- Dimanche 27 juin : -M-, Nneka, Java, Shaka Ponk, Izia, Pony Pony Run Run, Souljazz Orchestra, Florence and the Machine, Che Sudaka, Oxmo Puccino, Ariane Moffatt, Jeff Lang, Delphic, Brother Ali, Local natives, Gush, Femi Kuti

### Édition 2011: Festival In Love
Le festival se déroule du 24 au 26 juin.
- Vendredi 24 juin : Aaron, Alberto Balsam et Loac, Alice Russell, Alpha Blondy, balkan Beat Box, Cascadeur, Clara Moto, Clément Meyer, Cold War Kids, Get A Room!, Hercules And Love Affair, Hocus Pocus, Irma, Je Vous Déteste, Katerine, Klaxons, Discodeine Live, Mark Ronson et The Buisness Intl, Ministre X, Popof, Raggasonic, Robert Alves, Skip the Use, Soul Stereo Crew, Stupeflip, The Go! Team, The Bewitched Hands, The Joy Formidable, Vitalic et Yael Naim
- Samedi 25 juin : Asian Dub Foundation, Ebony Bones, Goose, Israel Vibration, John Butler Trio, Les Ogres De Barback, Morcheeba, Moriarty, Nasser_(groupe), Patrice, Shaka Ponk, Stromae, Syd Matters, The Shoes, Twin Twin et Kenny Arkana
- Dimanche 26 juin : Aloe Blacc, Anissa Bensalah, Asaf Avidan et The Mojos, Bernard Lavilliers, Bumcello, Cocoon, Fool's Gold, Gaëtan Roussel, HK et Les Saltimbanks, IAM, Lonah, Moby, Orchestre National de Barbès, Puggy, S6X, Stuff Session, Têtes Raides, True Live et Yodelice

### Édition 2012: Embrassez vos envies
Le festival se déroule du 22 au 24 juin :
- Vendredi 22 juin : Balinger, Bénabar, Orelsan, Selah Sue, The Kills, Ayọ (en acoustique), Birdy Nam Nam, Le Peuple de l'Herbe, Metronomy, Miles Kane, La Grande Sophie, Didier Wampas, Sinsemilia, Ben Howard, Andréa, Blitz The Ambassador, Cheyenne Doll, Concrete Knives, Don Rimini, Huoratron, Nadéah, We are the 90's, Wine, Kao Trio, Solyl’s, Baadman et la Green Room (Vice Crew, Irfane, Panteros666, Sound Pellegrino Thermal Team et Victor Aimé)

- Samedi 23 juin : Shaka Ponk, Zebda, Izïa, Dirtyphonics, Danakil, Debout sur le Zinc, Frànçois and The Atlas Mountains, Rover, Skip the Use, The Bloody Beetroots DJ set, Tinariwen, Youssoupha, Anthony Joseph et the Spasm Band, Biga Ranx meets Elisa do Brasil, Christine, Fuel Fandango, Delta Heavy, Jon Malkin, Kavinsky, New Politics, Netsky, Radio Nova Soundclash, Shantel, Success, Triggerfinger, Twin Twin, Vincha, We Were Evergreen, Goayandi et la Green Room (Tsugi Crew, Guido Minsky, St-Michel Live, Get a Room, Noob, Les Petits Pilous, Maelstrom et Joris Delacroix)
- Dimanche 24 juin : Charlie Winston, Garbage, Amadou et Mariam, Tiken Jah Fakoly, Brigitte, Arthur H, 1995, General Elektriks, Irma, JoeyStarr, Airnadette, Beat Assailant, Bernhoft, Crane Angels, Hyphen Hyphen, Loud Cloud, Electro Deluxe, A Freak In Space et la Green Room (Le Tourne Disque, Stephan et Tibo'z, Céline Sundae et Vadim Svoboda et Make The Girl Dance)

### Édition 2013: In Love We Trust
La 15e édition du festival se déroule du 28 au 30 juin.
- Vendredi 28 juin : 2 Many DJ's, Agoria presents Forms, Alborosie, Bambounou, Bloc Party, Breakbot Live, Bumcello, C2C, Che Sudaka, Cleo T, Crystal Fighters, Djemdi, DJ Simsima, DJ James, Dub Inc., Goose, Hyphen Hyphen, Hypnolove, La Femme, -M- Mojo Party, Manaré, Marco Dos Santos, Poni Hoax, Raggasonic, Saez, Skip&Die, Tha Trickaz et The Hacker, Délit Mineur
- Samedi 29 juin : Acid Arabe, Alix Perez, Asian Dub Foundation, Blundetto, Bombino, BRNS, Busy P, Deluxe, DSL, Downlink, Duellum, Face, Feadz, Jim Murple Memorial, Get A Room!, Join da Tease, Juveniles, Kao, Kery James, Lilly Wood and the Prick, Mai Lan, Orelsan, Para One, Parov Stelar Band, Sexy Sushi, Solo, Soma, South Central, Surkin, Tété, The Hives, The Upbeats, The Wombats, Victor Aime, Wax Tailor et The Dusty Rainbow Experience et Zoufris Maracas
- Dimanche 30 juin : Alice Russell, Asaf Avidan, Balthazar, Beady Eye, Biga Ranx, Call Me Senor, Cécile Brooks, Daniel Avery, David Guetta, Django Django, Fidlar, Gogol Bordello, HK et Les Saltimbanks, Jekyll et Hyde, Keny Arkana, Maceo Parker, Marco Dos Santos, Mam Diarra, Max Romeo, Naive New Beaters, Oazzunk, Remain, Stephan vs Tibo'z, The Coup et Tryo

### Édition 2014: The Fight Must Go On

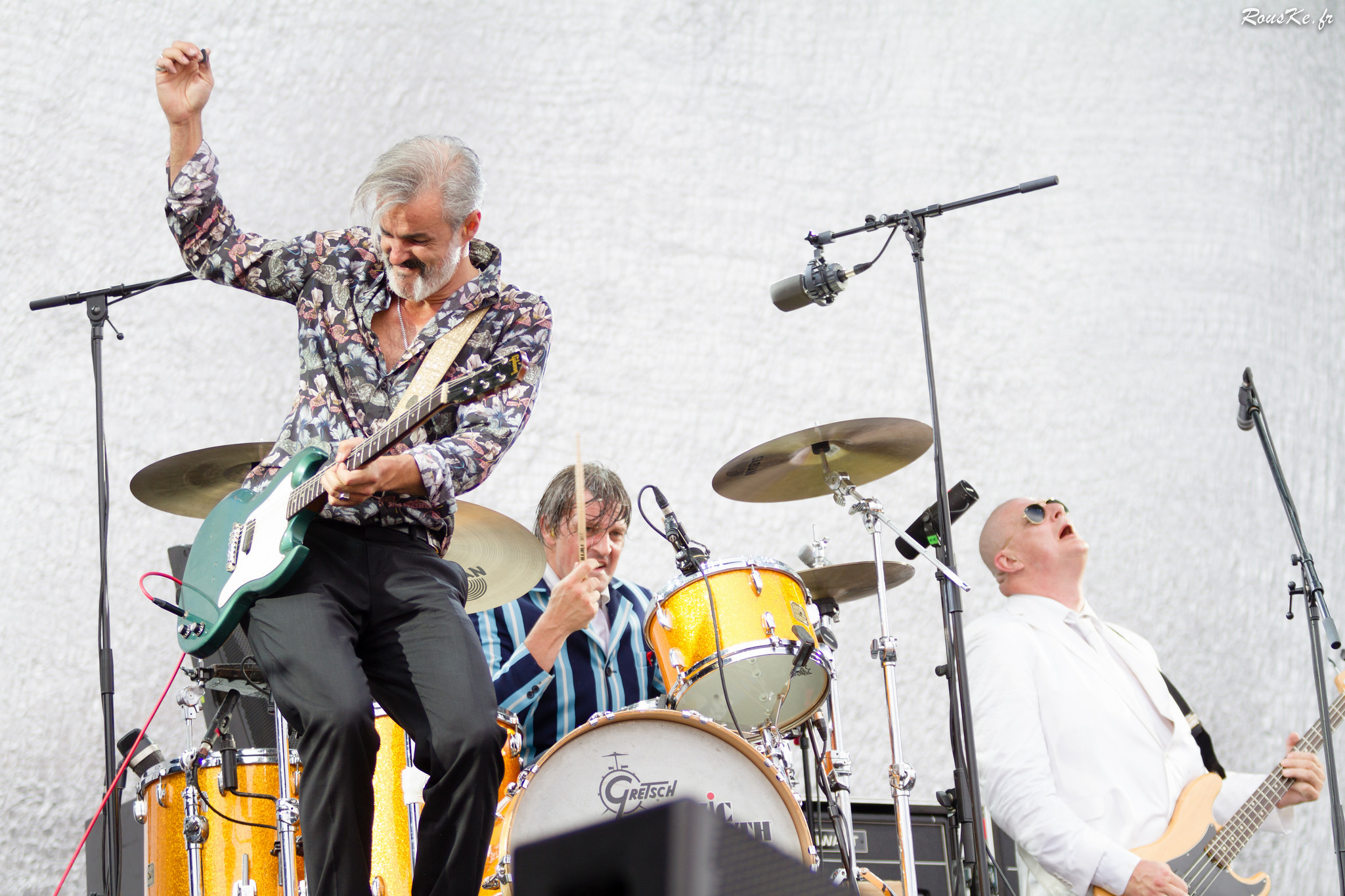
Triggerfinger, Solidays 2014

La 16e édition du festival se déroule du 27 au 29 juin.
- Vendredi 27 juin : Bel Plaine, Breton, Carbon Airways, Chinese Man, Dada Disco, Disiz, Erol Alkan, Fauve, Garçon d'Argent, Ghost Culture, The Gladiators feat Droop Lion, Har Mar Superstar, Hollysiz, James Vincent McMorrow, Kao, La Rue Ketanou, LM, -M-, Mathilde Forget, Nasser, Odezenne, pFel, Pulpalicious, Salut c'est cool, Shaka Ponk, Stephan, Synapson Live, Tsugi Crew, Vitalic VTLZR et Yodelice.
- Samedi 28 juin : Anthony Joseph, Blitz The Ambassador, Boris Brejcha, Cats On Trees, Cosmic Machine Odyssey, Cotton Claw, Danakil, Deluxe, El Hijo de la Cumbia, Fränk, Franz Ferdinand, Gesaffelstein, Jabberwocky, Kadebostany, Kao, Klink Clock, Lyre Le Temps, Mawimbi, Missill, Mo Laudi, The Parov Stelar Band, Rebolledo, Rodrigo y Gabriela, S-Crew, Saint Michel, Stuck In The Sound, Symbiz, Talisco, Tambour Battant, The Mekanism, Tribal Tive Sound, Ÿordan et We Were Evergreen.
- Dimanche 29 juin : Christine and The Queens, Crayon, De La Soul, FFF, Get A Room!, Girls In Hawaii, Jamaica, Kendra Morris, Kobo Town, La Femme, Mary May, Metronomy, Patrice, Sarah Celestic Club, Sarah W_ Papsun, Skip the Use, St.Lô, Le Tournedisque, Triggerfinger, Vanessa Paradis VS, Woodkid et Yuksek.

### Édition 2015: Keep On Dreaming
La 17e édition du festival se déroule du 26 au 28 juin.
- Vendredi 26 juin

Angus and Julia Stone, Asaf Avidan, Biga*Ranx, Camo et Krooked, Caravan Palace, Clean Bandit, Faada Freddy, Hanni El Khatib, Isaac Delusion, Izia, Joachim Pastor, Kid Wise, Le Peuple de l'Herbe, Madeon, Palma Violets, Paul Kalkbrenner, Phases Cachées, Radio Elvis, Silent Disco, Soviet Suprem, The Avener, The Dø, Thylacine, Worakls et Zoufris Maracas
- Samedi 27 juin

Beez, Brigitte, Caribou, Chill Bump, Congopunq, Cotton Claw, Die Antwoord, ED REC House Party > Busy P, Electro Deluxe, Emma Beatson, Feu! Chatterton, Granc Blanc, Habstrakt, IAM, Infected Mushroom, Jain, Jeanette Berger, Leïla Ssina, Orchestre National de Barbès, Rone, Silent Disco, SOJA, Taïro, The Vaccines, Xavier Rudd et The United Nations et Yael Naïm
- Dimanche 28 juin

Benjamin Booker, Brodinski presents Brava, Chinese Man, Damian « JR. Gong » Marley, Emmanuel π Djob, Fakear, Flavia Coelho, Hyphen Hyphen, Lilly Wood and the Prick, Mademoiselle K, Moriarty, Nneka, St Paul and The Broken Bones, The Parov Stelar Band, Yelle, Vianney et Zebda

### Édition 2016: Solidays of Love
- Vendredi 24 juin[7]

Bloc Party, Boys Noize, DJ Snake, Feu! Chatterton, Flatbush Zombies, Flavia Coelho, Flume, M83, Naâman, Patrice, Rover, Salut c'est cool, The Avener, The Qemists, The Videos, Vandal, We Are Match, Yanis... Greenroom : Boogie Vice, Dabeull, Gener8ion, Louisahhh, Ruddy Aboab, Stephan.
- Samedi 25 juin[7]

20syl & Mr. J. Medeiros present AllttA, Angélique Kidjo, Bigflo & Oli, Broken Back, Calypso Rose, Carving, Club Cheval, Comah, Deluxe, Feder, Goose, Keziah Jones, Las Aves, Manudigital, Mr Oizo, Nathaniel Rateliff & the Night Sweats, Odesza, Oxmo Puccino, Pfel & Greem, Selah Sue, Synapson, The Shoes, the Wanton Bishops... Greenroom : Arnaud Rebotini, KCPK, Le Tournedisque, Lord Funk, Molécule, Scratch Massive, Yasmin.
- Dimanche 26 juin[7]

Bagarre, Biga*Ranx, Christian Olivier, Cypress Hill, General Elektriks, Ibrahim Maalouf, Jain, Jeanne Added, Livingstone, Louane, Louise Attaque, Naive New Beaters, Soom T, St Germain, Talisco, Tiken Jah Fakoly, Petit Biscuit... Greenroom : dOP, Get a Room!, Nôze, Tsugi Crew.

### Édition 2017: Still Standing
- Vendredi 23 juin

Acid Arab Live, Batuk, Bon Entendeur, Boulevard Des Airs, DJ Pone, Gaël Faye, Georgio, Kungs, La Femme, Lucille Crew, Mac Miller, Rocky, Tale Of Us, The Dizzy Brains, The Pirouettes, The Prodigy, The NoFace, Toots and the Maytals, Vitalic, Wax Tailor, You Man Live et les conférences au Forum Café : Camille Emmanuelle, Jean-Christophe Rufin, L'équipe du film À voix haute : La Force de la parole.
- Samedi 24 juin

Archive, Bamao Yendé, Birdy Nam Nam, Boris Brejcha, Broken Back, Cage The Elephant, Clément Bazin, Cocoon, Dirtyphonics, Féfé, Foreign Beggars, House of Pain, Ibrahim Maalouf,
In The Can, Isaac Delusion, Joris Delacroix, Kery James, KillASon, Ko Ko Mo, La Caravane Passe, L.E.J, Mai Lan, Malaa, Octave Noire, Puzupuzu, The Bloody Beetroots, The Strypes et les conférences au Forum Café : Cynthia Fleury, Edwy Plenel, Guillaume Capelle, Luc Barruet, Michèle Boccoz.
- Dimanche 25 juin

A-Vox, A-Wa, Diplo, Dub Inc, Electro Deluxe, Flatbush Zombies, Imany, Lamomali de -M-, Last Train, Lyre Le Temps, Mat Bastard, Motivés!, Petit Biscuit, Soulwax, The Geek X Vrv, Vald et les conférences au Forum Café : Bobby Demri, Françoise Barré-Sinoussi, Laurence Tubiana, Ryad Boulanouar.

### Édition 2018: We are all Heroes
Les 20 ans du festival se sont déroulés du 22 au 24 juin 2018.
- Vendredi 22 juin :

Bagarre, Brain Damage meets Harrison Stafford, Camille, Daddy Reggae Sound Truck, DJ Snake, Eddy de Pretto, Feadz, Hamza, Jain, L'or du commun, La Camion Bazar, Milky Chance, Mo Laudi, Molécule, Møme, Nasser, Mr Oizo, Nekfeu, P2Z, Panda Dub Circle live, Rebeka Warrior, Requin Chagrin, Shame, Témé Tan, Viens la Fête et W.LV.S.
- Samedi 23 juin :

Amadou & Mariam, Arnaud Rebotini live, Bambounou, BigFlo & Oli, Chinese Man, Chronologie, Daddy Reggae Sound Truck, David Guetta, Django Django, Feu Chatterton!, Her, Hungry 5 Feat Worakls, N'to & Joachim Pastor, L'Entourloop, Le Camion Bazar, Mademoiselle K, Meute, Mura Masa, No Money Kids, P2Z, Pihpoh, Rémy, Roméo Elvis, Sabrina & Samantha, Saint-Lanvain, Shaka Ponk, Suzanne et Vladimir Cauchemar.
- Dimanche 24 juin :

Arat Kilo Mamani Keita & Mike Ladd, Clara Luciani, Daddy Reggae Sound Truck, FKJ, IAM, Jahneration, Juliette Armanet, Jungle, Kosme, L'impératrice, Le Camion Bazar, Lysistrata, Niska, P2Z, Polo & Pan live, Rilès, The Kills, Therapie Taxi, Tshegue et Two Door Cinema Club.

### Édition 2019: Free your Mind
- Vendredi 21 juin :

Lomepal, Macklemore, Ninho, Ofenbach Live, The Blaze, Adam Naas, Al Tarba x Senbeï, Aloïse Sauvage, Andy 4000, Angélique Kidjo, AZF, Biga*Ranx, Camion Bazar, Chronologic, Kiddy Smile Live, Les Cowboys Fringants, LTD, Meute, Nick V, Papooz (de), Sama', The Hacker, The Inspector Cluzo, Vladimir Cauchemar, Voyou, Todiefor, Sifax, Enfantdepauvres, Zeguerre, Trafic Nomade, Daddy Reggae Sound Truck, Alice Barbe, Pierre Foldes et Frédérique Martz.
- Samedi 22 juin :

Dadju, Die Antwoord, John Butler Trio, Parov Stelar, Therapie Taxi, Anetha, B-Nøm, BLV, Bongeziwe Mabandla, Busy P B2B Myd, Camion Bazar, Contrefaçon, DJ LM, Groundation, Herve Pagez, Hugo Barriol, Jennifer Cardini, Jeremy Underground, Josman, Junior Bvndo, Koba LaD, Livoo, Michelle David (nl) & The Gospel Sessions, Minuit, Monkuti, P2Z, Salut c'est cool, Sean, Thylacine, Tictone & Kinop, Viens la fête, Youssoupha, Moon'a, Larry, Bolémvn, Max Paro, Nini Peau d'chien, Daddy Reggae Sound Truck, Yann Arthus-Bertrand et Anastasia Mikova, Donald Kaberuka, Marisol Touraine et Stéphanie Seydoux, Hugo Travers et Lola Dubini, Laurence Fisher et Clémence Pajot, ZEP, Laurence Tubiana.
- Dimanche 23 juin :

Angèle, Hocus Pocus, J Balvin, Parcels, Suprême NTM, Cléa Vincent, Camion Bazar, Corine, Guts & Les Akaras de Scoville, Koffee, Mayra Andrade, Moha La Squale, P2Z, Samm Henshaw, Talisco, Tamino, Jäde, Abou Debeing, Roshi, Youv Dee, The Dusty Bottoms, Daddy Reggae Sound Truck, Josef Schovanec, Loïc et Lucie, Olivier Jobard, Claire Billet et Ghorban, Eric Toledano et Olivier Nakache, Alexandre Mars.

## Années 2020

### Édition 2020: Love is the answer
L'édition 2020 est annulée en raison de l'expansion de la pandémie de Covid-19 dans le monde.
Cette 22e édition devait se dérouler du 19 au 21 juin 2020. Les premiers noms de la programmation avaient été annoncés par le festival, avec notamment Matthieu Chedid, 47Ter, Anderson .Paak & the Free Nationals, Ann Clue, Aya Nakamura, The Black Eyed Peas, Boris Brejcha, Deluxe, Dinos, Heuss L'Enfoiré, Jahneration, Justice DJ Set, Kompromat, Larry, Last Train, Laurent Garnier, Marc Rebillet, Metronomy, Naïve New Beaters, Niska, PNL, Rilès, Sean Paul, Skip The Use, Suzane, The Black Madonna, Tsew the Kid, Videoclub, Yseult et Zola.

### Édition 2021: Merci aux soignants
Alors que Solidarité Sida avait été contrainte d'annuler Solidays pour la deuxième année consécutive en raison de la pandémie de Covid-19, elle annonce le « come-back » du festival pour une édition spéciale « gratuite et réservée aux femmes et aux hommes qui font vivre la santé », le 4 juillet, toujours à l’hippodrome de Paris-Longchamp,.
L’association qui fait face à des difficultés financières liées à la double annulation du festival, son principal outil de récolte de fonds, a malgré tout réussi à mobiliser ses réseaux de partenaires fidèles pour mettre sur pied cette édition.
Initialement, la 23e édition devait se dérouler du 18 au 20 juin 2021. Les premiers noms de la programmation avaient été annoncés par le festival, avec notamment Damso, Sean Paul, Black Eyed Peas, Boris Brejcha et Suzane.

### Édition 2022: Love is back
Du 24 au 26 juin 2022, « l’amour est de retour » à Longchamp après deux annulations liées au contexte sanitaire et une édition spéciale - en jauge restreinte - réservée aux soignants. Le festival bat son record de fréquentation avec 247 022 festivaliers.
- Vendredi 24 juin

47Ter, Antigone, Ayron Jones, Biga*Ranx, Dubfire, Feu! Chatterton, Gazo, I Hate Models, Justice DJ Set, Kalika, Kas:st, La Creole, Mara, Marc Rebillet, Niska, November Ultra, NTO, Orelsan, Polo&Pan, Pongo, Saskia, Soso Maness, Stéphane, The Murder Capital.
- Samedi 25 juin

Ann Clue, Atoem, BabySolo33, BCUC, Black Eyed Peas, Black Pumas, Blaiz Fayah, Boris Brejcha, Brö, CKay, Damso, Darzack, Gaël Faye, Gargäntua, Meute, Mezerg, Miley Serious, Oboy, Onyvaa, Ronisia, Skip The Use, Sopico, Structures (it), Tsew The Kid, Viens la fête.
- Dimanche 26 juin

Eddy de Pretto, Emma Peters, Folamour, Jahneration, Leto, Lujipeka, -M-, Ninho, PLK, Rilès, Rone, Suzane, Victor Solf, Yseult

### Édition 2023: Born to love
Solidays célèbre ses 25 ans sur l'hippodrome de Longchamp du 23 au 25 juin 2023. Le festival bat une nouvelle fois son record de fréquentation avec 259 735 festivaliers et l'objectif des 25 000 vocations solidaires lancé par Solidarité Sida est atteint.
- Vendredi 23 juin

Adé, Andy 4000, Anetha, Ascendant Vierge, Djadja & Dinaz, Earthgang, Irène Drésel, Jain, Julien Granel, Juliette Armanet, Kerchak, Kiddy Smile, Kids Return, Laurent Garnier (annulé), Lewis OfMan, Luidji, Maraboutage, Naâman, Shlømo, Salut c'est cool présente Dimension Bonus, Sama' Abdulhadi, SCH, Sofiane Pamart, Stone, Tiakola, Trap Nana Gang, Zaoui.
- Samedi 24 juin

Bigflo & Oli, Billx, DTWEEZER, Faada Freddy, Hervé, Hyphen Hyphen, J Balvin, Jok'Air, Josman, Kalika, Kim Dee, Kungs, Mandragora, Meryl, Miel de Montagne, MØ-NØ, Mr. Oizo, Muddy Po Boys, NeS, P2Z, Parov Stelar, Roland Cristal, Saint Levant, Tigerhead, Vladimir Cauchemar, Zaho de Sagazan, Ziak.
- Dimanche 25 juin

Angèle, Carla Genus, Cerrone, Deluxe, Favé, Gwendoline, Hamza, La Femme, Mel Woods, Oete, NK, Pierre de Maere, Rema, Shaka Ponk, Shygirl, Youv Dee, Zola (annulé).

### Édition 2024
L'édition est prévue du 28 au 30 juin 2024.
- Vendredi 28 juin[18] :

La Fève, Styleto, La Darude, Acid Arab Live, SDM, The Blessed Madonna, Adèle Castillon, Gazo & Tiakola, Santa, Laurent Garnier, Sam Smith, Trinix, Trym Présente Millenium.
- Samedi 29 juin[18] :

Urumi, Johnny Jane, Brutalismus 3000, Diplo, Werenoi, Sam Quealy, Jetlag Gang, PLK, CMAT, So La Lune, Creeds Live, Mika, Théa, Jungeli, Anitta.
- Dimanche 30 juin[18] :

Pomme, Naive New Beaters, Charlotte Cardin, Flavien Berger, Zamdane, Louise Attaque, Baby Volcano, Martin Garrix, Zola, Tif.